# Visoka (Macedonia del Norte)

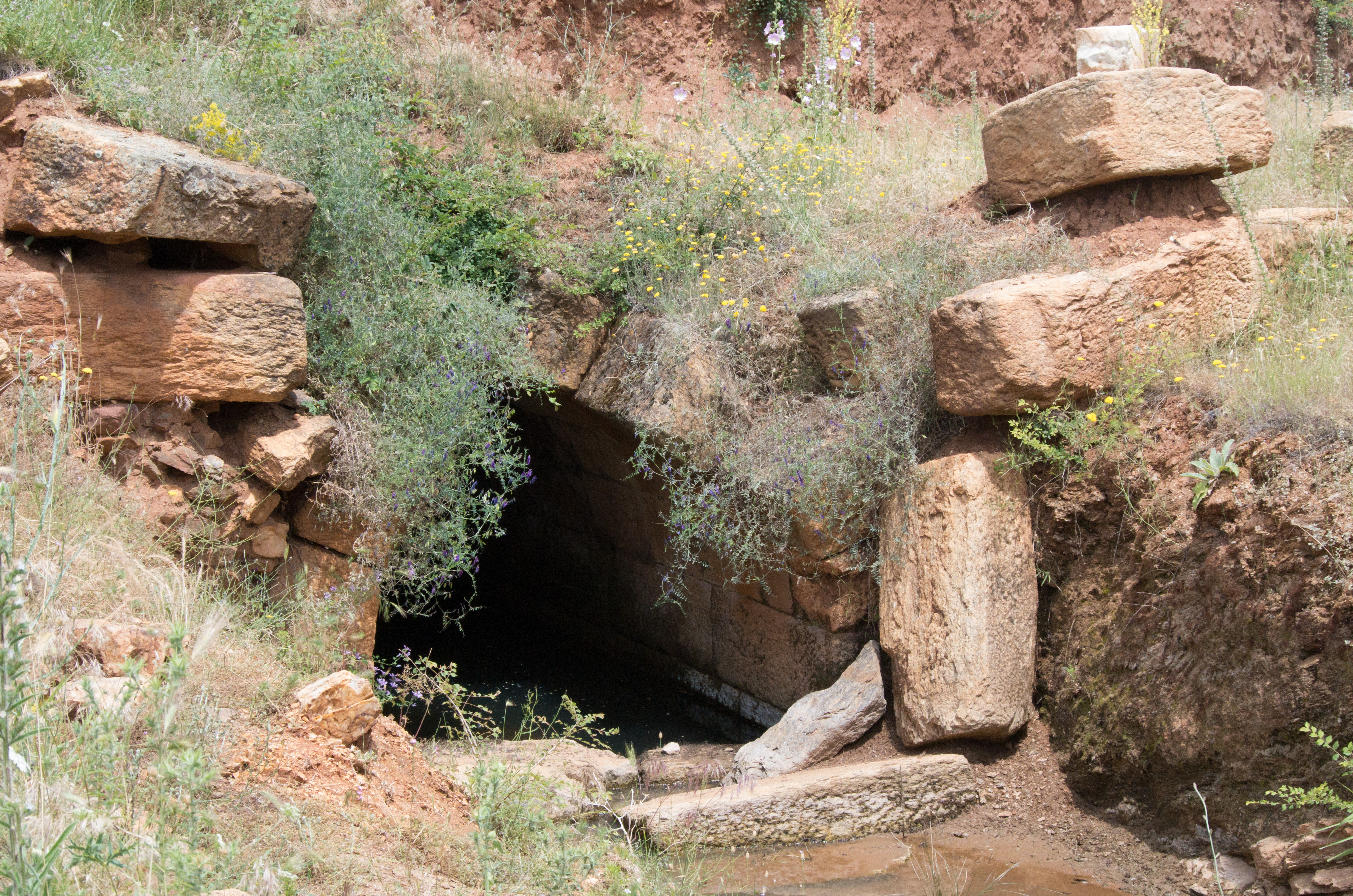
Entrada de la gran tumba.

Visoka (en macedonio, Висока) es un pico de 1472 m de la montaña Selečka situado cerca del pueblo de Bonče, del municipio de Prilep, en Macedonia del Norte. En este pico se encuentra un yacimiento arqueológico con restos del periodo helenístico y posteriores.
En este lugar se desarrolló un asentamiento al menos desde el siglo IV a. C., que creció en épocas posteriores y que continuó estando habitado en los primeros siglos de la era cristiana. Se cree que pudo ser el centro más importante de la tribu de los pelagones y que debió ser también un lugar de destacada importancia religiosa.
Los restos arqueológicos más destacados de la cima son una muralla ciclópea y un gran edificio monumental situado en la cima que algunos han interpretado como un palacio real. Por otra parte, en la parte baja se encuentra una gran tumba que fue saqueada en la Antigüedad. A pesar de ello, en esta tumba se han encontrado algunos objetos, como restos de escudos de bronce con el sol macedonio, que se conservan en el Museo Arqueológico de la República de Macedonia del Norte.